# Přástevník medvědí
Přástevník medvědí (Arctia caja) je noční motýl z čeledi přástevníkovitých, jeden z nejznámějších zástupců této čeledi. Je hojně rozšířen v celé holarktické oblasti včetně Česka. Obývá většinou okraje lesů a zahrady od nížin po vrcholky hor, nejhojnější je ale v podhůří do nadmořské výšky 600 metrů. Vytváří pouze jednu generaci, která létá od června do září s tím, že přezimovávají do příštího roku housenky. Housenky nejsou v potravě nikterak vybíravé a holdují mnoha druhům rostlin, občas se vyskytují na zahrádkách a polích, díky čemuž byly zařazeny mezi škůdce. Tento druh přástevníka je pojmenován podle velmi chlupaté housenky.
Rozpětí křídel dosahuje přibližně 5 až 7 cm, délka předního křídla je mezi 2,5 až 3 cm. Výrazné zbarvení dospělců pomáhá varovat případné predátory, jelikož dává najevo, že motýl není k jídlu vhodný. Jeho tělní tekutiny obsahují jedovaté látky, takže ho většina predátorů není schopna konzumovat. V případě napadení motýl ke všemu roztáhne překvapivě zadní křídla, což predátora zažene či případně dá přástevníkovi čas ulétnout. Navíc má schopnost aktivní obrany proti echolokaci predátorů. Housenky se brání pomocí chlupů, vyrůstajících po celém těle, a v případě napadení stočením do klubíčka a pádem z listu na zem.

## Taxonomie
Přástevníka medvědího popsal v roce 1758 Carl Linné. Byla provedena fylogenetická studie na základě morfologických dat: podle ní se v rámci čeledi přástevníkovitých (Arctiidae) řadí tento přástevník do tribu Arctiini a rod Arctia vykazuje nejvyšší příbuznost zřejmě s rodem Pericallia. Oba rody mají svůj evoluční původ v západní Eurasii. Byly popsány následující poddruhy:
- Arctia caja americana Harris, 1841
- Arctia caja caja (Linnaeus, 1758)
- Arctia caja kamtschadalis Draudt, 1931
- Arctia caja orientalis Moore, 1878
- Arctia caja ossetica Dubatolov, 1996
- Arctia caja pamiroalaica Stshetkin, 1982
- Arctia caja parva Rothschild, 1910
- Arctia caja phaeosoma (Butler, 1877)
- Arctia caja sajana O.Bang-Haas, 1927
- Arctia caja tschiliensis Draudt, 1931
- Arctia caja tshimgana Sheljuzhko, 1935
- Arctia caja utahensis (H. Edwards, 1887)
- Arctia caja waroi Barnes & Benjamin, 1927
- Arctia caja wiskotti Staudinger, 1879

## Popis

### Vajíčko
Samičky snáší ve velkých plošných snůškách 200–1200, výjimečně až 1800 (dle některých zdrojů až 2000) vajíček. Z těch se v srpnu a září po 10 až 12 dnech líhnou housenky.

### Housenka

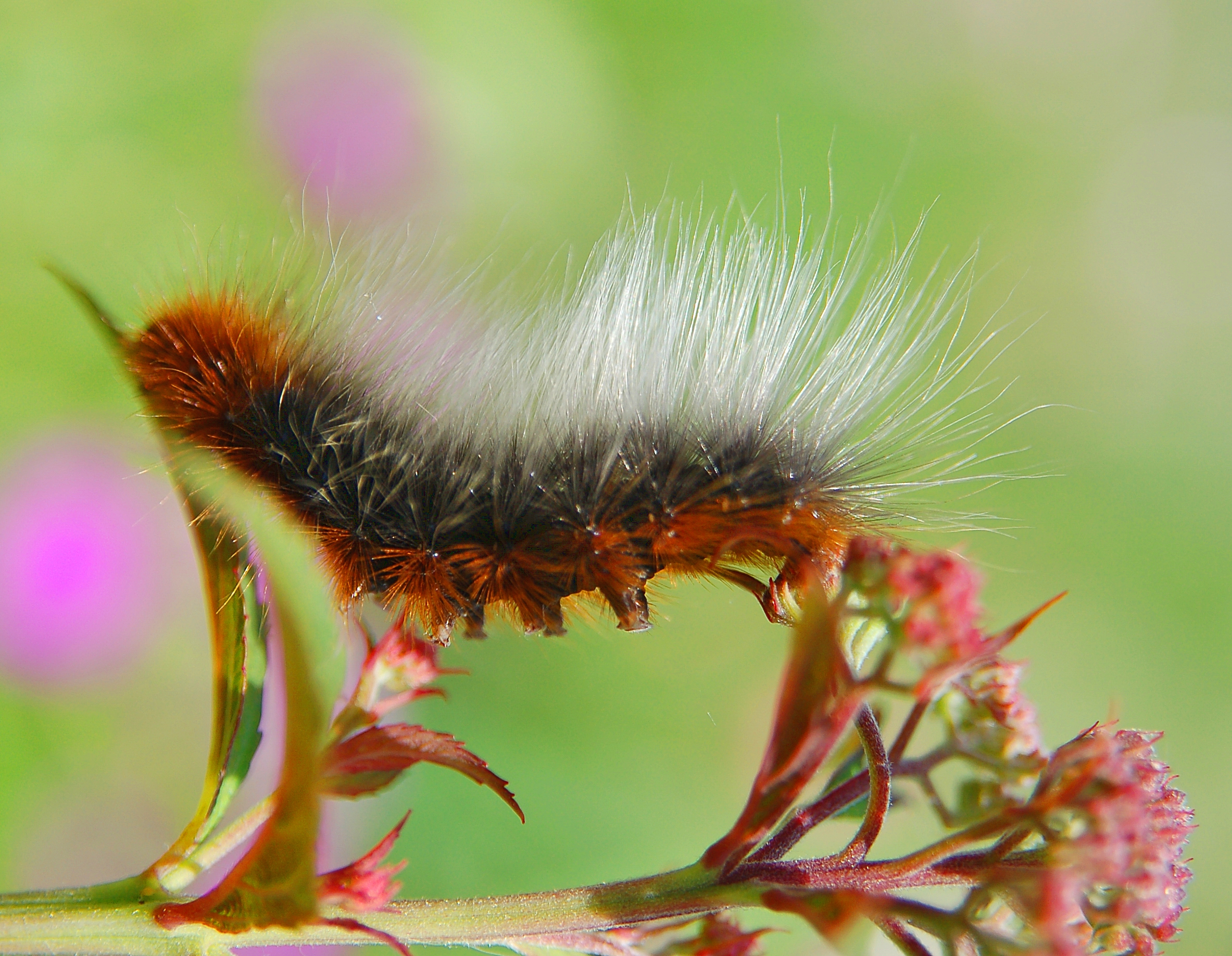
Housenka je chráněna silnou vrstvou chlupů táhnoucí se po celém jejím těle

Housenky jsou heliofilní, takže je možné je v poledních hodinách spatřit, jak se vyhřívají na slunci, často na svrchních stranách listů stromů a keřů. Jsou polyfágní. Na podzim přijímají potravu asi šest týdnů, přičemž se dvakrát až třikrát svlékají a před přezimováním dosahují velikosti kolem 1,5 cm. Přezimování probíhá v polodorostlé podobě, a proto je housenka nejvíce žravá na jaře, kdy potřebuje získat energii na přeměnu a doplnění živin po zimě. Housenky se pohybují poměrně rychle, proto se pro ně používá lidové označení rychloběžnice. Zatímco na podzim si housenky hledají úkryt k přezimování, na jaře místo vhodné k zakuklení.
V umělých chovech až polovina housenek nezazimuje a ty pak dávají druhou generaci, která se líhne průběžně od listopadu až do ledna.
Na začátku života jsou housenky červenohnědé s malými bílými skvrnami s dlouhými chlupy po celém těle. Výrazné zbarvení a chlupy chrání housenku před případnými predátory, z toho důvodu se housenka příliš neskrývá. V posledním instaru mění housenky svoje zbarvení na černý základ s bílými bradavkami. Housenky dorůstají velikosti až 6 cm.
Byl zaznamenán nejméně jeden případ vyrážky (dětské dermatitidy) po kontaktu malého chlapce s housenkou tohoto přástevníka.

### Kukla
Housenka po zakuklení vytváří černou, lesklou kuklu nepravidelného tvaru, která se nachází v prostorném šedém zápředku mezi listy, který tvoří i chlupy housenky. Kukly se nachází na vegetaci těsně při zemi. Kukelní perioda je 15–34 dní.

### Dospělec

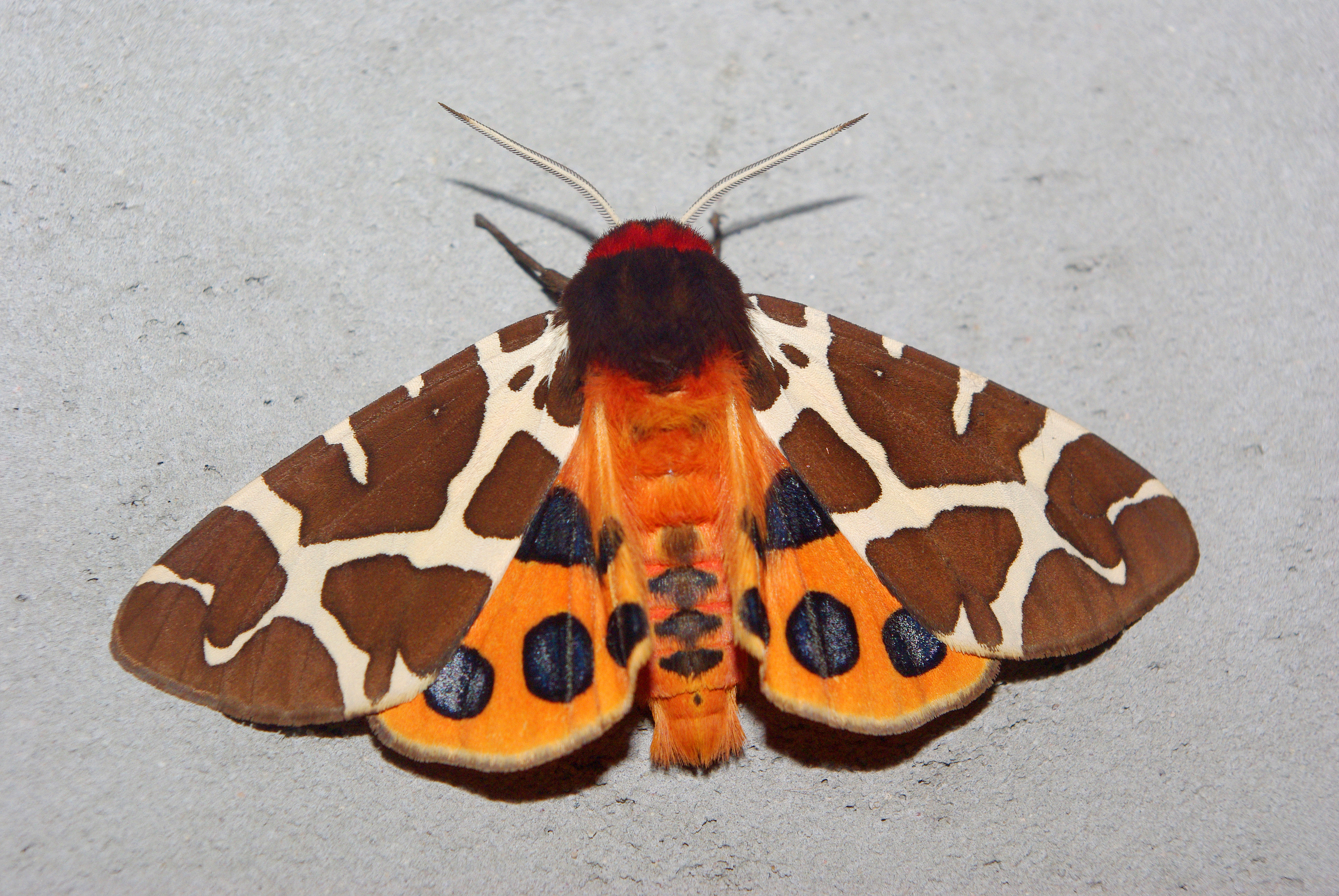
Dospělec přástevníka medvědího v noci

Rozpětí křídel dosahuje přibližně 5 až 7 cm, délka předního křídla je mezi 2,5 až 3 cm. Dospělý motýl má přední křídla tmavě rudohnědá se síťovitě klikatou spojitou kresbou bílé barvy. Na předním okraji křídla se nacházejí dvě až tři samostatné bílé skvrny. Zadní křídla jsou naproti tomu zbarvena do rumělkově červené se třemi černými skvrnami v lemu o kovově modrém lesku a jednou až třemi skvrnami ve střední části křídla. Motýlí hlava má barvu rudohnědou stejně jako krk; zadeček je načervenalý s černými skvrnami na hřbetě. Nicméně zbarvení i kresba motýlů je velice variabilní, takže jen stěží se dají pozorovat dva jedinci se stejnou kresbou. Tyto variace se projevují ve dvou hlavních liniích. První je k potlačování tmavě čokoládového zbarvení křídel, takže motýli jsou světlí. Druhá variace má za následek potlačování světlých částí křídel, což ústí ke splývání tmavé kresby. Vyjma změn v kresbě předních křídel, se mění i kresba křídel zadních, takže tmavé skvrny jsou na zadních křídlech buď větší, či menší.
Samičky jsou vždy větší než samečkové; samci mají tykadla krátce hřebenitá, samičky pilovitá. Dospělci se vyskytují na území Česka mezi červencem a srpnem, na jihu areálu rozšíření již v červnu.

## Potrava

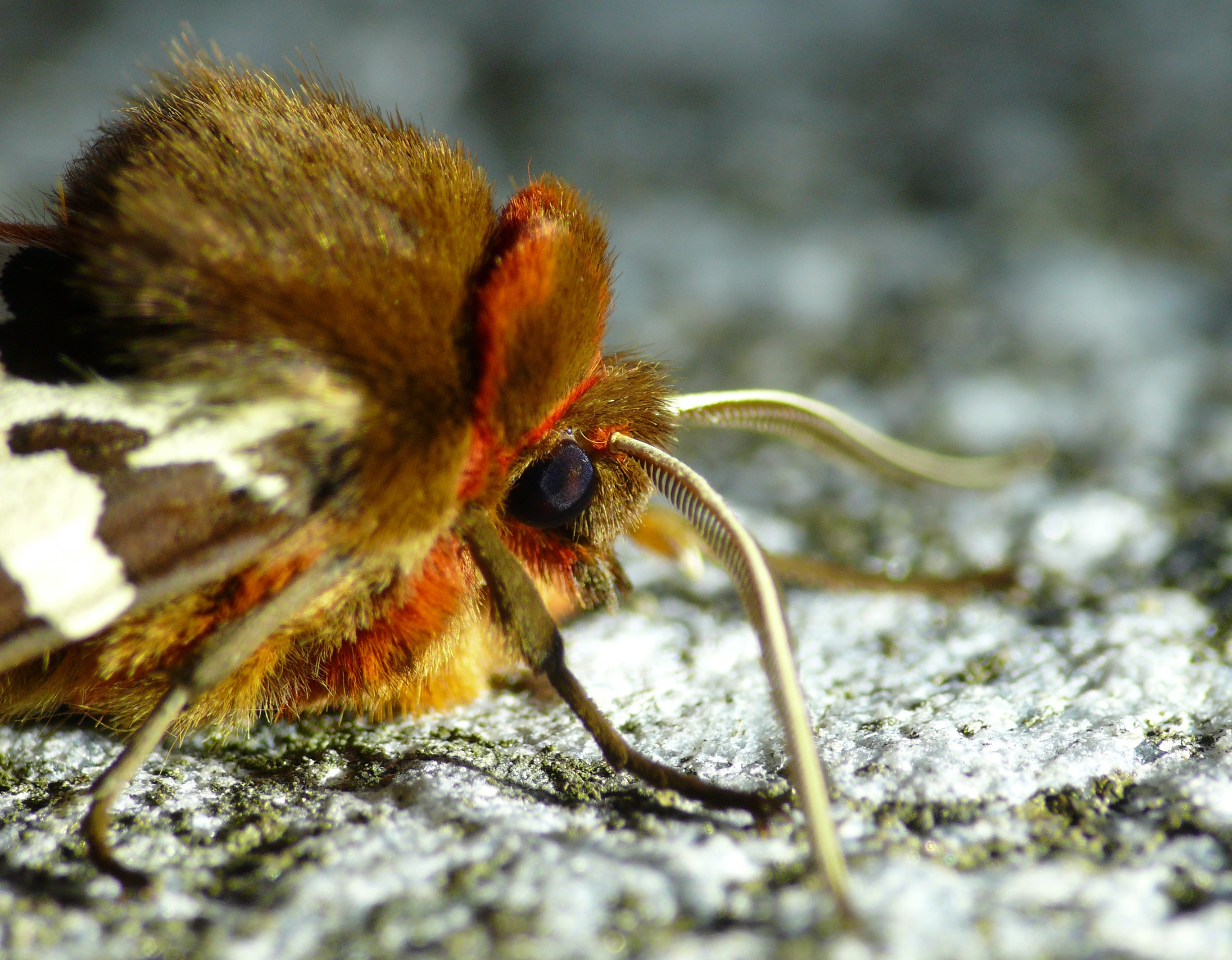
Detailní pohled na hlavu dospělce přástevníka

Housenky se živí různými druhy rostlin jako jsou kopřiva, jetel, borůvka, brusinka, vřes, pámelník, vrba, kalina, zimolez, kručinka, maliník, jeřáb, pampeliška lékařská či jitrocel kopinatý. Jelikož se housenky někdy krmí i na plodinách pěstovaných na zahrádkách a na polích, byly zařazeny mezi škůdce. Nevyskytují se však kalamitně, takže jejich škody jsou minimální. Jelikož se housenky živí listy rostlin, nepředstavují ani ve velkém množství nebezpečí pro lesy, ve kterých obvykle žijí. V přírodě projevují zvláštní náchylnost k požívání jedovatých rostlin (bohatých na alkaloidy či srdeční glykosidy) a ukládají je v těle na obranu před predátory.
Dospělí motýli sají nektar květin.

## Výskyt
Přástevník medvědí se vyskytuje ve všech typech krajiny a ve všech vertikálních stupních až do výšky 2000 metrů nad mořem, obývá tak celou holarktickou oblast. V praxi to znamená, že žije v prakticky celé Evropě až za polární kruh do Laponska, v Asii a v Severní Americe. Nejčastěji se vyskytuje v podhorských oblastech o nadmořské výšce do 600 metrů nad mořem. I když se na území Česka uvádí přástevník jako hojný druh, který není chráněn, k jeho pozorování v přírodě dochází jen náhodně. Většinou je spatřen poletující okolo světelného zdroje v noci . Z tohoto důvodu bývá často viděn sedět pod pouliční lampou či na zdi pod světlem. Oblíbené oblasti obývané přástevníkem jsou vlhčí křoviska, louky v okolí rybníků, bažiny, rašeliniště a okolí řek a potoků, okraje lesů, lesních cest, lučin a zahrad. V rámci svého areálu vytváří různě zbarvené formy. Tyto formy se klasifikují jako tzv. geografické rasy.
I když v Česku nepatří mezi chráněné druhy, například ve Velké Británii bylo pozorováno, že se v 80. letech 20. století výrazně snížila jeho početnost a počet lokalit (podle některých zdrojů to bylo v té době asi o 28 %). Podle studie britského ústavu Rothamsted Insect Survey se jeho početnost v Británii v posledních 35 letech celkově snížila dokonce o 89 %.

## Chování
Přástevník medvědí je noční motýl, který je přitahován světlem, kde je také nejčastěji pozorován. Nicméně kolem světelného zdroje nekrouží celou noc, ale začíná se k němu stahovat kolem půlnoci a to občas ve velkém množství. Proč tomu tak je, ale není zatím uspokojivě prokázáno. Během dne naproti tomu motýli tráví čas sezením na trávě či mezi bylinami ve stinných a tmavých oblastech, kde ho chrání střechovitě složená přední křídla tak, že přední křídla překrývají zadní. V případě napadnutí roztáhne přední křídla, čímž ukáže zadní křídla s výraznou kresbou opticky rozdělující typickou siluetu nočního motýla, což má útočníka zastrašit.

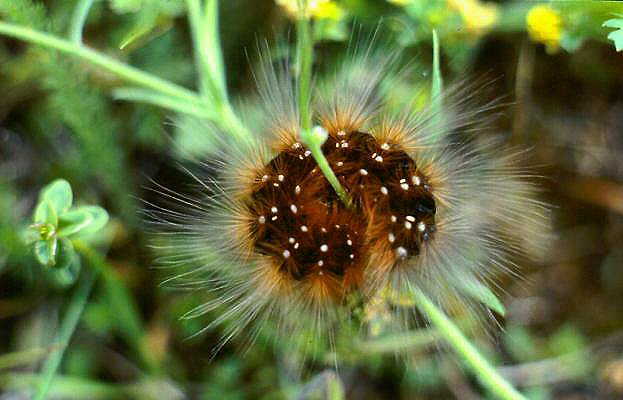
V případě nebezpečí se housenka stočí do klubíčka pro svoji ochranu

Literatura uvádí, že housenka je schopná vydávat zvuk (stridulovat). V případě napadnutí housenky dochází k tomu, že se housenka stočí do klubíčka, čímž dochází k tomu, že spadne z listu na zem, kde zůstane nehybně ležet. Na ochranu před pozřením jí chrání chlupy, které z jejího těla vyrůstají.

### Rozmnožování
Páření probíhá v noci, samička po oplodnění naklade až 2000 vajíček, což jí řadí na přední místa nejplodnějších druhů mezi motýly. Z nakladených vajíček se v srpnu a září líhnou housenky. Na území Česka má přástevník medvědí jednu generaci, která létá od června do srpna v závislosti na nadmořské výšce.

## Ekologické vztahy

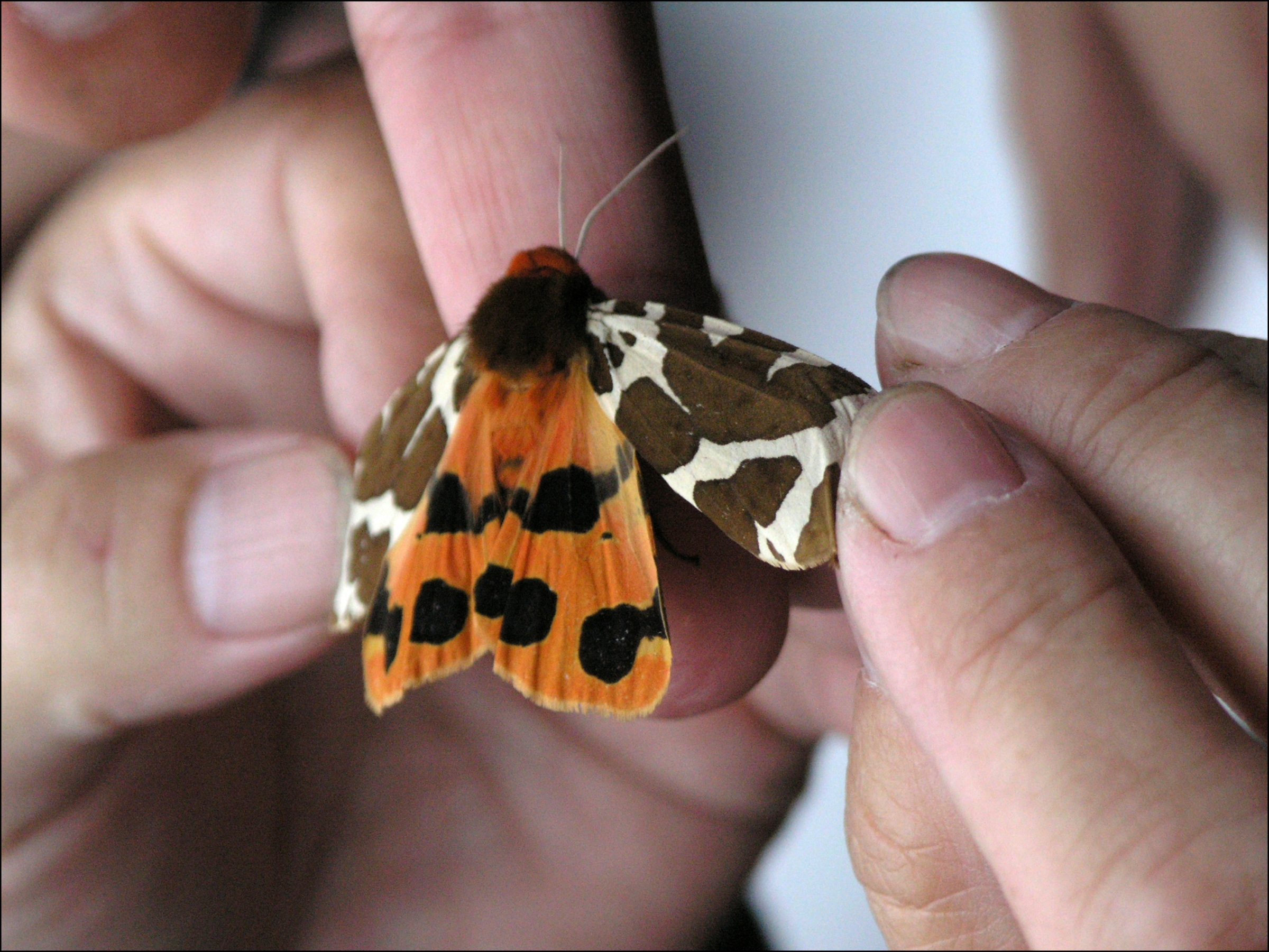
Kresba na předním a zadním křídle je velice variabilní

### Predátoři
Nápadná kresba na křídlech přástevníka medvědího má za cíl odrazovat případné predátory jako například sýkory, pavouky a sekáče. Kresbou tak vlastně říká, že není vhodnou potravou, jelikož jeho tělní tekutiny obsahují jedovaté látky a z toho důvodu je tento druh nepoživatelný. I tak se nicméně najdou predátoři, kteří se na přástevníka medvědího pokoušejí zaútočit. Pro tyto případy využívá přástevník varovný signál náhlého roztažení zadních křídel, které má predátory zastrašit a odehnat. Pokud se útočník rychlého otevření křídel nezalekne, umožňuje přástevníkovi moment překvapení aspoň pohotově uletět do bezpečí.
Přástevníci navíc mají schopnost aktivní obrany proti echolokaci některých predátorů, zejména netopýrů. Vydávají zvláštní zvuky v rozsahu vlnové délky echolokačních signálů netopýrů, kterými tyto signály ruší anebo vytvářejí ve smyslových orgánech netopýrů falešné ozvěny.
Tento přástevník skutečně obsahuje v těle celou řadu toxinů a dráždivých látek, a to ve všech svých vývojových stadiích. Byly zaznamenány především histaminy a acetylcholin, v laboratorních podmínkách je schopen zabudovávat i srdeční glykosidy a pyrrolizidinové alkaloidy.

### Paraziti
Housenky často napadají paraziti jako například zástupci vosiček ze skupiny lumčíkovitých (Braconidae). Tyto vosičky nakladou za pomoci svého dlouhého kladélka do živé housenky vajíčka, ze kterých se vylíhnou malé larvy. Tyto larvy následně začínají požírat živou housenku zevnitř až do doby, než plně vyrostou. Následně se prokoušou z housenky ven a začnou si vytvářet své vlastní kokony na povrchu umírající housenky.